# Enkelriktning
Enkelriktat innebär på vägar och gator att all trafik enbart får gå i en riktning. Detta gäller all form av trafik med fordon. Enkelriktade gator och vägar kännetecknas av en blå rektangulär skylt med en lång vit pil, E16, som syns på den övre bilden. Pilen visar riktningen trafiken måste förflytta sig i. I den motsatta riktningen finns alltid ett förbudsmärke av den typ som kan ses på bilden. Detta märke betyder förbjuden infart, men innebär alltså inte i sig att gatan är enkelriktad.
Den vanligaste orsaken till enkelriktning är brist på utrymme då vägen många gånger är för trång för att två bilar skall kunna mötas.